# Sedum forrestii
Sedum forrestii är en fetbladsväxtart som beskrevs av R.-hamet. Sedum forrestii ingår i Fetknoppssläktet som ingår i familjen fetbladsväxter. Inga underarter finns listade i Catalogue of Life.